# 勝光寺 (京都市)
勝光寺（しょうこうじ）は、京都府京都市下京区にある日蓮宗の寺院。山号は学養山。洛中法華21ヶ寺の一つ。別名銀杏寺。旧本山は、身延山久遠寺。

## 歴史
- 1427年（応永34年）身延17世慈雲院日新によって妙慶寺として創建される。
- 1536年（天文5年）、天文法難（法華一揆）により焼失。静岡県の感応寺へ転出。
- 1631年（寛永8年）、即是院日完（日長の弟子）を中興に再興され、勝光院殿日勇尼（金牧丹後守の妻、朝倉吉景孫）を再興開基檀越とし、寺号を勝光寺と称し、山号を日完の字から学養山と改号する。
- 1788年（天明8年）、天明の大火で焼失後、再建された。
- 現在の本堂は1979年（昭和54年）に再建されたもの。

## 境内
- 本堂　1979年（昭和54年）再建。
- 客殿　1996年（平成8年）再建。
- 庫裡　1996年（平成8年）再建。

## 歴代
- 慈雲院日新

## 文化財

### 重要文化財
- 木造観音菩薩立像 - 平安時代前期[1][2]

## 所在地
京都市下京区中堂寺西寺町1
- 京都市バス大宮松原から徒歩

## 参考資料
- 日蓮宗寺院大鑑編集委員会『宗祖第七百遠忌記念出版 日蓮宗寺院大鑑』大本山池上本門寺 (1981年)